# Аркадьев, Владимир Константинович
Влади́мир Константи́нович Арка́дьев (9 (21) апреля 1884, Москва — 1 декабря 1953, там же) — российский, затем советский физик. Член-корреспондент Академии наук СССР (с 1927 года).

## Биография
Родился в семье актёра и журналиста. В возрасте пяти лет лишился отца и воспитывался матерью, работавшей в библиотеке.
С 1894 года учился во 2-й Московской гимназии. С детства интересовался техникой. Достигнув средних классов, он располагал уже целой коллекцией собственноручно изготовленных физических приборов. Его гимназический учитель французского языка П. К. Мейер был одновременно ассистентом профессора Московского университета Н. А. Умова; благодаря ему гимназист смог испытывать свои приборы в лабораториях университета и посещать публичные лекции по физике Н. А. Умова, П. Н. Лебедева, А. П. Соколова.
В 1904 году Аркадьев поступил на физико-математический факультет Московского университета. Учась на первом курсе и работая в лаборатории профессора Умова, пытался поставить опыт по измерению скорости движения Земли относительно эфира, но так как была доказана невозможность этого явления, то опыт не состоялся. Затем стал заниматься определением скорости распространения магнитных волн вдоль железных стержней, работая в лаборатории физика П. Н. Лебедева. За обнаружение предела скорости намагничивания железа в 1908 году получил премию Общества любителей естествознания.
В 1908 году окончил Московский университет и начал преподавать на Педагогических курсах им. Тихомирова. В 1909 году Аркадьев совершил поездку по странам Европы. В 1910 году В. К. Аркадьев в лаборатории профессора П. П. Лазарева начал руководить практическими занятиями слушателей Московского университета имени Шанявского. В 1913 году участвовал в работе съезда по кинетической теории материи в Гёттингене и побывал на съезде немецких естествоиспытателей в Вене. Там познакомился и завязал научные контакты с известными зарубежными физиками. Во время Первой мировой войны организовал физико-химическую лабораторию, в которой занимался исследованиями в области противохимической обороны. В ней были созданы анемометр Аркадьева, предупредитель газовой атаки, создана методика исследования противогазов. В 1918 году Аркадьев вернулся к преподавательской и научной работе в Московском университете, где в 1930 году стал профессором. Кроме университета преподавал на Педагогических курсах Моссовета, Военно-химических курсах РККА, в Академии социального воспитания. Аркадьев организовал Московскую магнитную лабораторию, которая в 1931 году была преобразована в Лабораторию электромагнетизма имени Дж. Максвелла. Позже лаборатория вошла в состав Научно-исследовательского института МГУ. Аркадьев руководил лабораторией, а также кафедрой «Теоретические основы электротехники», созданной в 1939 году до своей смерти в 1953 году.
Был утверждён в звании профессора по кафедре физики 2 октября 1932 года, 23 июня 1934 года ему была присуждена учёная степень доктора физико-математических наук без защиты диссертации.
Его супругой с лета 1919 года была преподавательница Высших женских курсов Александра Андреевна Глаголева-Аркадьева (1884—1945).

## Научная деятельность

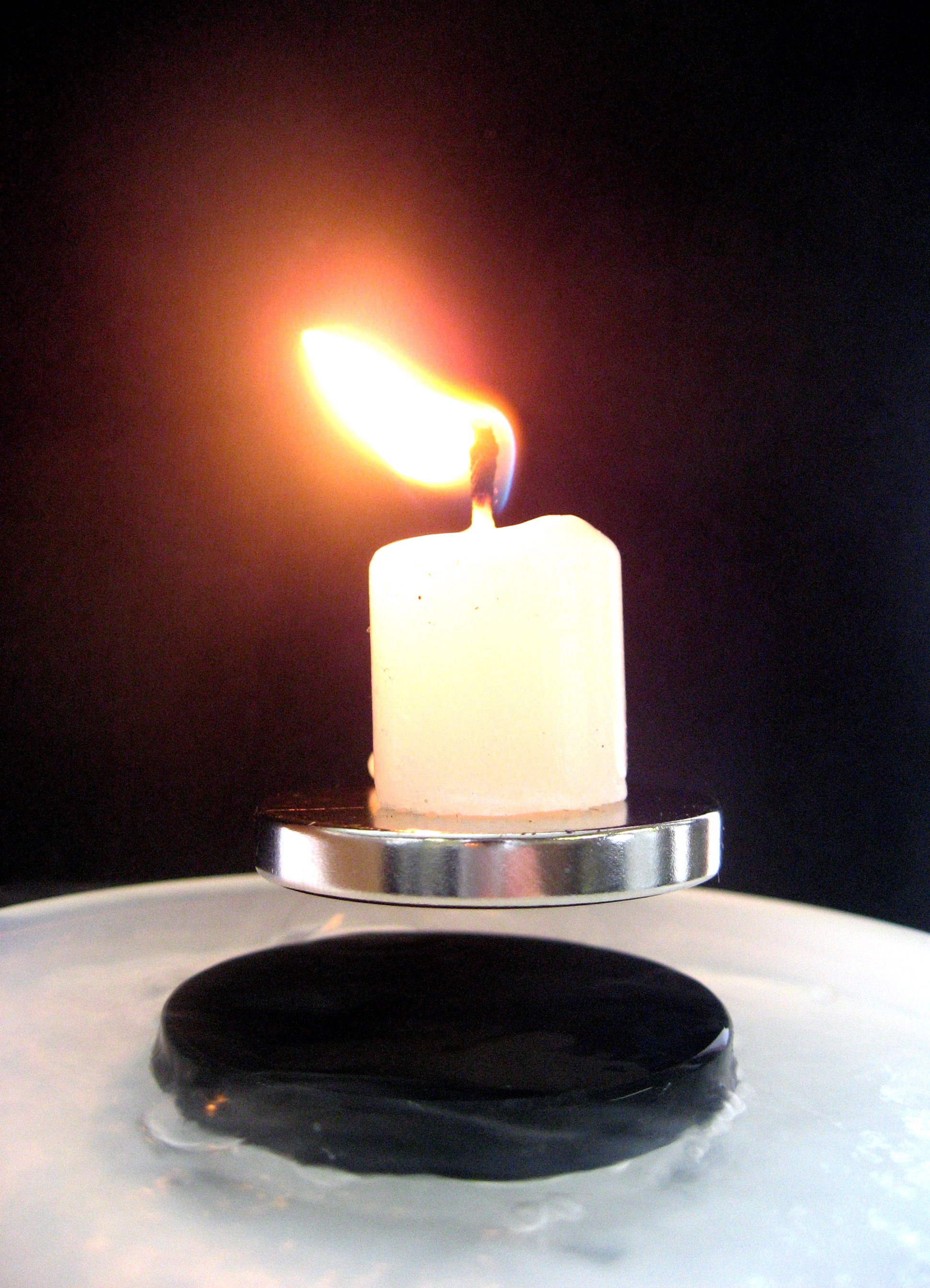
Эксперимент «гроб Магомета»

Основные научные работы Аркадьева (им опубликовано более 100 научных исследований) сделаны в области теории электромагнетизма. Ему принадлежат обнаружение предела скорости намагничивания железа в 1908 году, исследование в 1911 году зависимости магнитных свойств от длины волны (развивает теорию магнитной дисперсии, путём введения комплексной магнитной проницаемости), а также открытие в 1913 году явления избирательного поглощения энергии переменного поля в ферромагнетиках, названное ферромагнитным резонансом, разработка теория этого явления. Аркадьевым введено представление о магнитной вязкости.
В 1914 году Аркадьев совместно с Н. В. Баклиным построил, так называемый «генератор молний», который являлся первым импульсным генератором в России, работавшем на принципе последовательного соединения конденсаторов для получения умноженного напряжения. Им предложен обобщённый закон электромагнитной индукции, а также заложены основы магнитной спектроскопии. Возглавлял комиссию по магнитным и полупроводниковым материалам Академии наук СССР. В 1941—1942 годах Аркадьев дал расширенные основы теории скин-эффекта в различных телах. В 1944 году им было открыто совершенно новое явление равновесия магнитных сил и сил всемирного тяготения. В 1945 году он, используя явление сверхпроводимости, заставил небольшой постоянный магнит висеть без опоры или подвеса над сверхпроводящим свинцовым диском (эксперимент получил известность под названием «гроб Магомета»).
В 1927—1934 годах принимал участие в составлении «Технической энциклопедии» под редакцией Л. К. Мартенса, автор статей из раздела «физика, магнетизм».

## Награды
- орден Трудового Красного Знамени (10.06.1945)
- медали

## Память

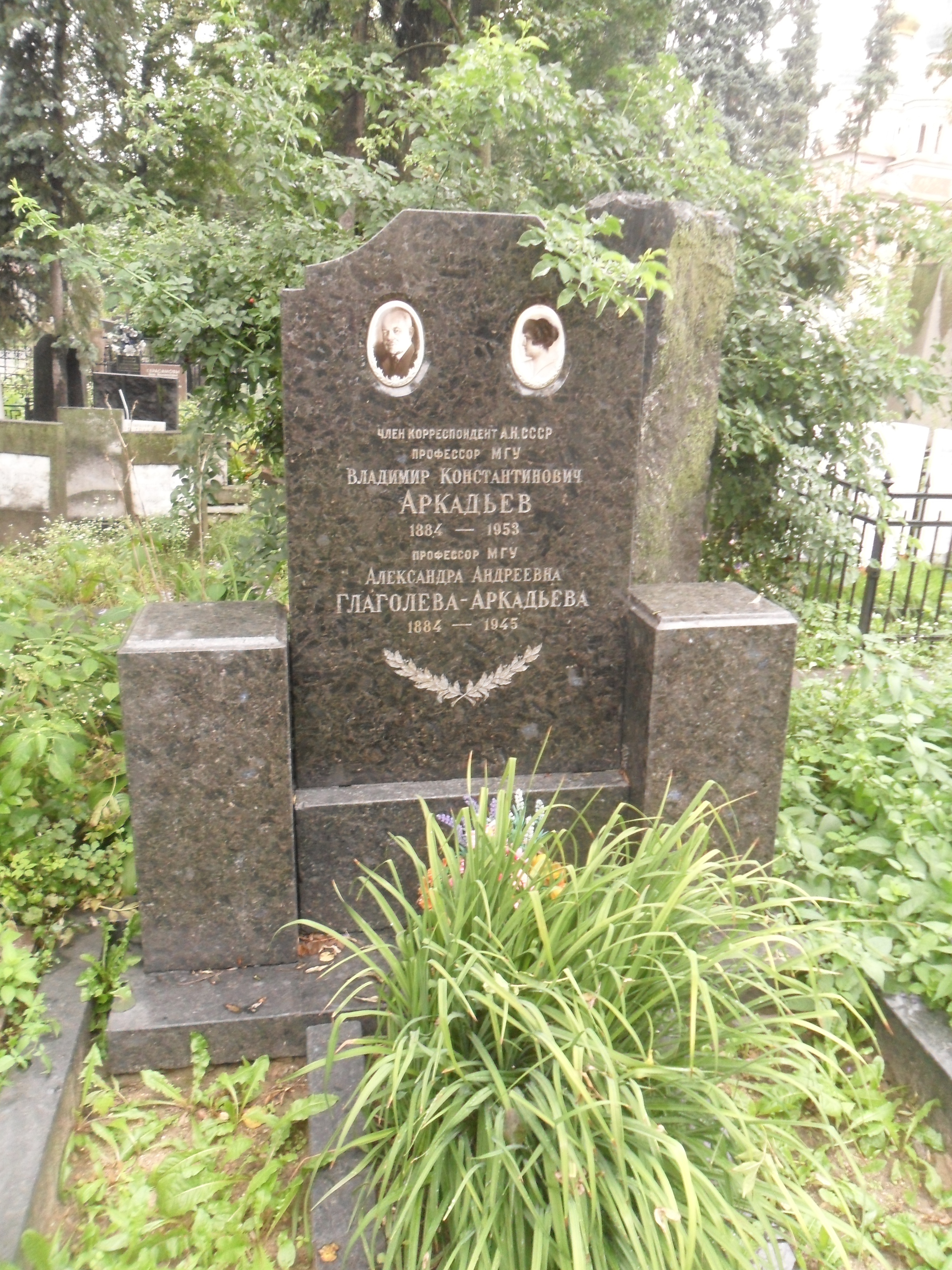
Могила В. К. Аркадьева на Новодевичьем кладбище.

Похоронен в Москве на Новодевичьем кладбище.
В 2000 году выпущена российская марка, посвящённая В. К. Аркадьеву. На марке изображён его портрет и осциллограмма ферромагнитного резонанса.

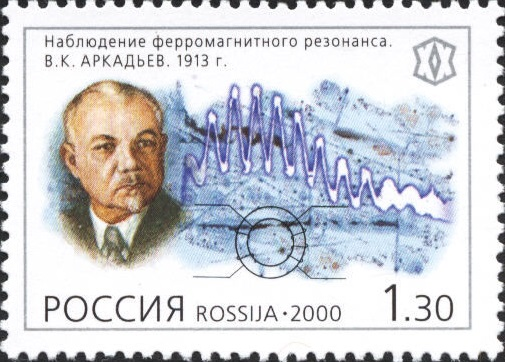
В. К. Аркадьев и осциллограмма ферромагнитного резонанса на почтовой марке России. 2000 г.

## Список произведений
- «Теория электромагнитного поля в ферромагнитном металле» (1913)
- «Электромагнитные процессы в металлах» (1—2 ч., 1934—1936).
- Сочинения: Избранные труды, М., 1961.